# Conospermum wycherleyi
Conospermum wycherleyi är en tvåhjärtbladig växtart. Conospermum wycherleyi ingår i släktet Conospermum och familjen Proteaceae.

## Underarter
Arten delas in i följande underarter:
- C. w. glabrum
- C. w. wycherleyi